# Temporada de ciclones no Índico Norte de 2008
A temporada de ciclones no Oceano Índico norte de 2008 foi um evento em andamento do ciclo anual de formação de ciclones tropicais. A temporada de ciclones no Oceano Índico não há limites específicos, embora a maioria dos ciclones tende a se formar em Abril e Dezembro, com picos em Maio e Novembro. Estas épocas do ano delimitam convencionalmente o período de cada ano quando a maioria dos ciclones tropical tende a se formar no Oceano Índico norte.
Apesar de estar dentro da média se for considerado a quantidade de sistemas tropicais formados, a temporada ciclones no Índico norte de 2008 foi marcada pelos eventos severos. O ciclone Nargis, o primeiro ciclone tropical da temporada, e também o mais intenso, foi o pior desastre natural da história de Myanmar e o pior desastre natural desde o terremoto do Índico de 2004; o ciclone causou mais de 146.000 fatalidades no país. Porém, a temporada teve outros sistemas notáveis: a depressão tropical profunda BOB 04 atingiu a província indiana de Orissa em setembro, causando 25 fatalidades e deixando outras 100 desaparecidas. A depressão tropical profunda ARB 02 foi um dos piores desastres naturais da história do Iêmen dos últimos tempos: mais de 180 pessoas morreram como consequências dos efeitos da depressão sobre o país, que também deixou mais de 20.000 pessoas desabrigadas em outubro. Além disso, o ciclone Rashmi causou 28 fatalidades em Bangladesh e na Índia naquele mês. O ciclone Nisha causou 204 fatalidades em Sri Lanka e no sul da Índia no final do mês de novembro.

## Tempestades

### Tempestade ciclônica extremamente severa Nargis
Em 27 de Abril, o Departamento Meteorológico da Índia (DMI) classificou uma perturbação tropical a sudoeste do Golfo de Bengala como uma depressão. Mais tarde, o JTWC começou a emitir avisos regulares sobre o recém-formado ciclone tropical 01B, o primeiro da temporada, enquanto que o DMI classificou a depressão numa depressão profunda. No começo da madrugada de 28 de Abril, o DMI classificou o sistema numa tempestade ciclônica e lhe atribuiu o nome de Nargis. O nome "Nargis" foi atribuído pelo Paquistão. Mais tarde, Nargis tornou-se uma tempestade ciclônica intensa e mais tarde, uma tempestade ciclônica muito intensa.
A partir de 1º de Maio, Nargis começou a se intensificar rapidamente, atingindo o pico de intensidade com ventos máximos sustentados de 215 km/h, pouco antes de atingir a costa de Myanmar, por volta do meio-dia (UTC) de 2 de Maio, nesta intensidade. Em 3 de Maio, tanto o JTWC quanto o DMI emitiram seus últimos avisos sobre Nargis.
O ciclone causou 77.741 fatalidades. Em Sri Lanka, suas bandas de tempestade externas causaram fortes chuvas, que provocaram enchentes e deslizamentos de terra, que causaram 3 fatalidades. Em Myanmar, o ciclone causou danos generalizados. A ex-Capital Yangon ficou embaixo da água. Nargis foi o pior desastre natural de todos os tempos no país. Em 24 de Maio, segundo o governo local, havia 77.738 fatalidades.

### Depressão ARB 01
Uma área de convecção foi inicialmente notada em 2 de Junho a cerca de 750 km a oeste de Chalakudi, sudoeste da Índia. A perturbação seguiu para norte-noroeste, pelo Mar Arábico, e no começo da madrugada de 5 de Junho, o Joint Typhoon Warning Center (JTWC) emitiu um alerta de formação de ciclone tropical (AFCT) sobre o sistema. Logo depois, o Departamento Meteorológico da Índia classificou o sistema como uma depressão.
No entanto, em 6 de Junho, o JTWC cancelou o AFCT, enquanto às 21:00 (UTC) daquele dia, o DMI emitiu seu último aviso sobre o sistema.

### Depressão BOB 02
Uma depressão formou-se durante a manhã de 16 de Junho no extremo norte do Golfo de Bengala associada a um forte cavado de monção. A depressão seguiu para noroeste e fez landfall na costa de Bangladesh.
O DMI continuou a seguir a depressão até 18 de Junho, quando desclassificou o sistema para uma área de baixa pressão bem definida sobre Jharkhand.

### Depressão terrestre BOB 03
Em 9 de Agosto, o Departamento Meteorológico da Índia (DMI) identificou a formação de uma depressão  tropical a sul da cidade de Orissa, Índia.
No começo do dia seguinte, a depressão fez landfall na costa da província de Orissa.  Mais tarde naquele dia, o DMI emitiu seu aviso final sobre a depressão assim que o sistema se degenerou numa área de baixa pressão remanescente sobre a Índia.

### Depressão profunda BOB 04
Em 15 de Setembro, o Departamento Meteorológico da Índia (DMI) classificou uma área de baixa pressão sobre o golfo de Bengala como a depressão BOB 04. No dia seguinte, a depressão continuou a se intensificar e se tornou a segunda depressão profunda da temporada próxima à costa da província indiana de Orissa. Mais tarde naquele dia, o Joint Typhoon Warning Center (JTWC) classificou o sistema para um ciclone tropical pleno e atribuiu-lhe a designação 02B. Seguindo para oeste-noroeste e com condições meteorológicas razoavelmente favoráveis, o sistema alcançou seu pico de intensidade pouco antes de atingir a costa da Índia, com ventos máximos sustentados de 75 km/h, segundo o JTWC, ou 55 km/h, segundo o DMI.
Mais tarde naquele dia, o sistema fez landfall na costa da província indiana de Orissa, perto da cidade de Chandbali, durante o seu pico de intensidade. A partir de então, o ciclone começou a se enfraquecer rapidamente sobre terra. Com isso, o JTWC emitiu seu aviso final sobre o sistema. O DMI desclassificou o sistema para uma simples depressão tropical durante as primeiras horas (UTC) de 16 de setembro. O DMI manteve o sistema como uma depressão tropical até o sistema se degenerar para uma área de baixa pressão remanescente por volta do meio-dia (UTC) de 19 de setembro, quando o DMI emitiu seu aviso final sobre BOB 04.
O sistema causou chuvas torrenciais na Índia, particularmente na província de Orissa e em Uttar Pradesh. Pelo menos 25 pessoas morreram devido às severas enchentes e outras 100 pessoas, a maioria pescadores, ficaram desaparecidas depois que 25 barcos de pesca naufragaram depois da passagem do ciclone pela região. Os impactos econômicos causados pela tempestade são desconhecidos, embora mínimos.

### Depressão profunda ARB 02
Em 19 de Outubro, o Departamento Meteorológico da Índia classificou uma perturbação tropical como uma depressão tropical ao sul de Omã. O Joint Typhoon Warning Center considerou a formação do sistema em 20 de Outubro e designou o sistema como o "ciclone tropical 03A". As condições meteorológicas favoráveis persistiram e o DMI classificou o sistema como uma depressão profunda no dia seguinte.
No entanto, após fazer landfall na ilha de Socotorá, Iêmen, o sistema começou a se enfraquecer assim que adentrou o golfo de Áden e se enfraqueceu para uma simples depressão antes de atingir a costa do Iêmen em 23 de Outubro. O sistema começou a se enfraquecer rapidamente sobre o Iêmen e o DMI o desclassificou para uma área de baixa pressão remanescente mais tarde naquele dia, e emitiu seu aviso final sobre o sistema. O JTWC fez o mesmo logo depois.
A depressão foi um dos piores desastres naturais no Iêmen. Pelo menos 22.000 pessoas ficaram desabrigadas ou desalojadas no país. Mais de 700 residências foram completamente destruídas pelas enxurradas. O sistema também causou mais de 180 fatalidades no país.

### Tempestade ciclônica Rashmi
Uma área de distúrbios meteorológicos começou a mostrar sinais de organização em 23 de outubro no golfo de Bengala. Em 25 de Outubro, o Departamento Meteorológico da Índia classificou o sistema como uma depressão tropical. No dia seguinte, o continuou a se organizar e se fortaleceu para uma depressão profunda, e para a segunda tempestade ciclônica da temporada, ganhando o nome de Rashmi. Rashmi continuou a se fortalecer gradualmente, até atingir seu pico de intensidade mais tarde naquele dia, com ventos máximos sustentados de 75 km/h.
No começo da madrugada (UTC) de 27 de Outubro, Rashmi fez landfall na costa do Bangladesh, no delta do Ganges, com ventos de até 75 km/h. A partir de então, o sistema começou a se enfraquecer rapidamente sobre terra e tanto o JTWC quanto o DMI emitiram seus avisos finais sobre o sistema.
Rashmi atingiu Bangladesh com ventos de até 75 km/h. Seus ventos e chuvas fortes associados danificaram e destruíram residências e plantações na região do delta do Ganges, no Bangladesh, além de territórios indianos, principalmente aos arredores de Calcutá. A tempestade causou pelo menos 28 fatalidades, 15 em Bangladesh e 13 na Índia. Além disso, 50 pescadores ficaram desaparecidos no golfo de Bengala após a passagem do sistema tropical.

### Tempestade ciclônica Khai-Muk
Uma área de perturbações meteorológicas que se formou sobre o mar de Andaman seguiu continuamente para oeste-noroeste sobre o golfo de Bengala e mostrou sinais de organização. Em 13 de Novembro, o Departamento Meteorológico da Índia (DMI) classificou o sistema para uma depressão tropical. O sistema continuou a se intensificar e, no dia seguinte, o DMI classificou a depressão para uma depressão profunda, enquanto que o JTWC começou a emitir avisos regulares sobre o ciclone tropical 05B. Seguindo continuamente para oeste sob a influência de uma alta subtropical ao seu norte, o sistema continuou a se fortalecer e, em 14 de Novembro, o DMI classificou o sistema para a tempestade tropical Khai-muk, a terceira tempestade ciclônica da temporada.
Após atingir o pico de intensidade, com ventos de até 85 km/h, segundo o JTWC, ou 65 km/h, segundo o DMI, Khai-muk começou a ser atingido por cisalhamento do vento antes de atingir a costa da província indiana de Andhra Pradesh ainda naquele dia. Após seguir sobre terra, o sistema se enfraqueceu rapidamente e tanto o DMI quanto o JTWC emitiram seus avisos finais em 16 de Novembro.
Khai-muk causou apenas impactos menores na Índia, pois chegou ao país já debilitado pelas condições meteorológicas desfavoráveis. Os prejuízos econômicos associados aos efeitos do ciclone são mínimos, embora desconhecidos exatamente. Nenhuma fatalidade foi relatada em associação aos impactos de Khai-muk da Índia.

### Tempestade ciclônica Nisha
Uma área de perturbações meteorológicas a leste do Sri Lanka começou a mostrar sinais de organização em 24 de Novembro. Após cruzar Sri Lanka e seguir para o estreito de Palk, o sistema se intensificou e o Departamento Meteorológico da Índia o classificou como uma depressão tropical. Em 25 de Novembro, a depressão começou a seguir para o norte lentamente, através de uma brecha na alta subtropical, e continuou a se intensificar. Ainda naquele dia, o DMI classificou o sistema para uma depressão profunda, enquanto que o Joint Typhoon Warning Center (JTWC) começou a emitir avisos regulares sobre o ciclone tropical "06B". Em 26 de Novembro, o sistema continuou a se intensificar e o DMI o classificou para a quarta tempestade ciclônica da temporada, dando-lhe o nome Nisha.
Após atingir seu pico de intensidade, com ventos máximos sustentados de 100 km/h, segundo o JTWC, ou 85 km/h, segundo o DMI, o JTWC emitiu seu aviso final sobre o sistema assim que Nisha fez landfall na costa da província indiana de Tamil Nadu, com ventos de até 95 km/h. No final daquela noite (UTC), o centro de Nisha foi relocado, movendo-se sobre água novamente. Com isso, o JTWC voltou a emitir avisos regulares sobre o sistema. Seguindo para noroeste, Nisha voltou a cruzar a costa da província de Tamil Nadu. Com isso, em 27 de Novembro, o JTWC emitiu seu aviso final sobre o sistema, enquanto que o DMI desclassificou Nisha para uma depressão profunda, e posteriormente para uma depressão.
Nisha causou chuvas torrenciais no Sri Lanka e no sul da Índia. Enchentes severas castigaram o norte de Sri Lanka; pelo menos 90.000 pessoas ficaram desabrigadas ou desalojadas. Pelo menos 14 pessoas morreram devido aos efeitos de Nisha naquele país. A Índia foi grandemente afetada pelo ciclone. A província de Tamil Nadu foi a mais castigada. Enchentes severas, deslizamentos de terra e avalanches de lama causaram pelo menos 189 fatalidades no país. Os prejuízos econômicos diretos causados pelo ciclone são estimados em mais de 800 milhões de dólares (valores em 2008) somente na Índia.

### Depressão profunda BOB 08
Uma área de perturbações meteorológicas que foi observado pela primeira vez sobre o mar de Andaman em 29 de Novembro mostrou sinais de organização sobre o golfo de Bengala em 3 de Dezembro. No dia seguinte, o Departamento Meteorológico da Índia (DMI) classificou o sistema como a oitava depressão tropical no golfo de Bengala da temporada, enquanto que o JTWC começou a emitir avisos regulares sobre o ciclone tropical 07B. Mesmo sendo afetado por cisalhamento do vento moderado, o sistema continuou a se intensificar e, em 5 de Dezembro, o DMI classificou o sistema para uma depressão profunda.
Após atingir seu pico de intensidade, com ventos de até 65 km/h, segundo o JTWC, ou 55 km/h, segundo o DMI, o sistema começou a se enfraquecer. Com isso, o JTWC emitiu seu aviso final sobre o sistema durante a madrugada de 7 de Dezembro, enquanto que o DMI desclassificou o sistema para uma simples depressão. Mais tarde, o DMI emitiu seu aviso final sobre o sistema quando a depressão seguiu sobre o Sri Lanka e se dissipou.

## Nomes das tempestades
Os nomes seguintes serão usados para dar nomes aos sistemas que se foram no ano de 2008. Os nomes listados abaixo são usados sequencialmente e apenas uma vez. Os países que normalmente são afetados por sistemas nesta região do planeta fornecem nomes às tempestades. Estes nomes são organizados segundo a ordem alfabética do país que os forneceu. Abaixo, estão listados os seis próximos nomes a ser usados.
| Países                                           | Nomes                                        |
| ------------------------------------------------ | -------------------------------------------- |
| - Paquistão - Sri Lanka - Tailândia - Bangladesh | - Nargis - Rashmi - Khai-muk - ciclone Nisha |

## Efeitos sazonais
| Nome                | Datas ativo              | Classificação máxima                     | Velocidade de vento sustentados | Pressão               | Áreas afetadas                                                        | Danos (USD)     | Fatalidades | Refs                 |
| ------------------- | ------------------------ | ---------------------------------------- | ------------------------------- | --------------------- | --------------------------------------------------------------------- | --------------- | ----------- | -------------------- |
| Nargis              | 27 de abril – 3 de maio  | Tempestade ciclônica extremamente severa | 165 km/h (105 mph)              | 962 hPa (28.41 inHg)  | Andaman e Ilhas Nicobar, Bangladesh, Myanmar, Tailândia, Laos, Yunnan | $12 900 000 000 | 138 373     | [ 76 ] [ 77 ] [ 78 ] |
| ARB 01              | 5 de junho – 7           | Depressão                                | 45 km/h (30 mph)                | 994 hPa (29.36 inHg)  | Oman                                                                  | Nenhum          | 0           | [ 79 ]               |
| BOB 02              | 16 de junho – 18         | Depressão                                | 45 km/h (30 mph)                | 988 hPa (29.18 inHg)  | India, Bangladesh                                                     | Desconhecido    | 54          | [ 79 ]               |
| BOB 03              | 9 de agosto–10           | Depressão terrestre                      | 45 km/h (30 mph)                | 1004 hPa (29.65 inHg) | Índia (Orissa, West Bengal)                                           | Desconhecido    | 61          | [ 79 ]               |
| BOB 04              | 14 de setembro – 19      | Depressão profunda                       | 55 km/h (35 mph)                | 986 hPa (29.12 inHg)  | Índia                                                                 | Desconhecido    | 25          | [ 79 ]               |
| ARB 02              | 19 de outubro – 23       | Depressão profunda                       | 55 km/h (35 mph)                | 1000 hPa (29.68 inHg) | Iémen                                                                 | $1 638 000 000  | 180         | [ 79 ]               |
| Rashmi              | 25 de outubro – 27       | Tempestade ciclônica                     | 85 km/h (50 mph)                | 984 hPa (29.06 inHg)  | Índia, Bangladesh                                                     | Desconhecido    | 28          | [ 80 ]               |
| Khai Muk            | 13 de novembro–16        | Tempestade ciclônica                     | 65 km/h (40 mph)                | 996 hPa (29.42 inHg)  | Índia (Andhra Pradesh)                                                | $314 351 728    | 0           | [ 79 ]               |
| Nisha               | 25 de novembro–29        | Tempestade ciclônica                     | 85 km/h (50 mph)                | 996 hPa (29.42 inHg)  | Sri Lanka, Índia (Tamil Nadu)                                         | $594 358 905,35 | 204         | [ 79 ]               |
| BOB 08              | 4 de dezembro–8          | Depressão profunda                       | 55 km/h (35 mph)                | 996 hPa (29.42 inHg)  | Sri Lanka, Índia                                                      | Nenhum          | 0           | [ 79 ]               |
| Totais da temporada |                          |                                          |                                 |                       |                                                                       |                 |             |                      |
| 10 sistemas         | 27 de abril – dezembro 8 |                                          | 165 km/h (105 mph)              | 962 hPa (28.41 inHg)  |                                                                       | $15 341 110 000 | 138 927     |                      |